# شهرستان جینان
شهرستان جینان (به لاتین: Jinan County) یک منطقهٔ مسکونی در کره جنوبی است که در جئولابوک-دو واقع شده‌است. شهرستان جینان ۷۸۸٫۹۴ کیلومتر مربع مساحت و ۳۱٬۲۷۳ نفر جمعیت دارد.

## نگارخانه

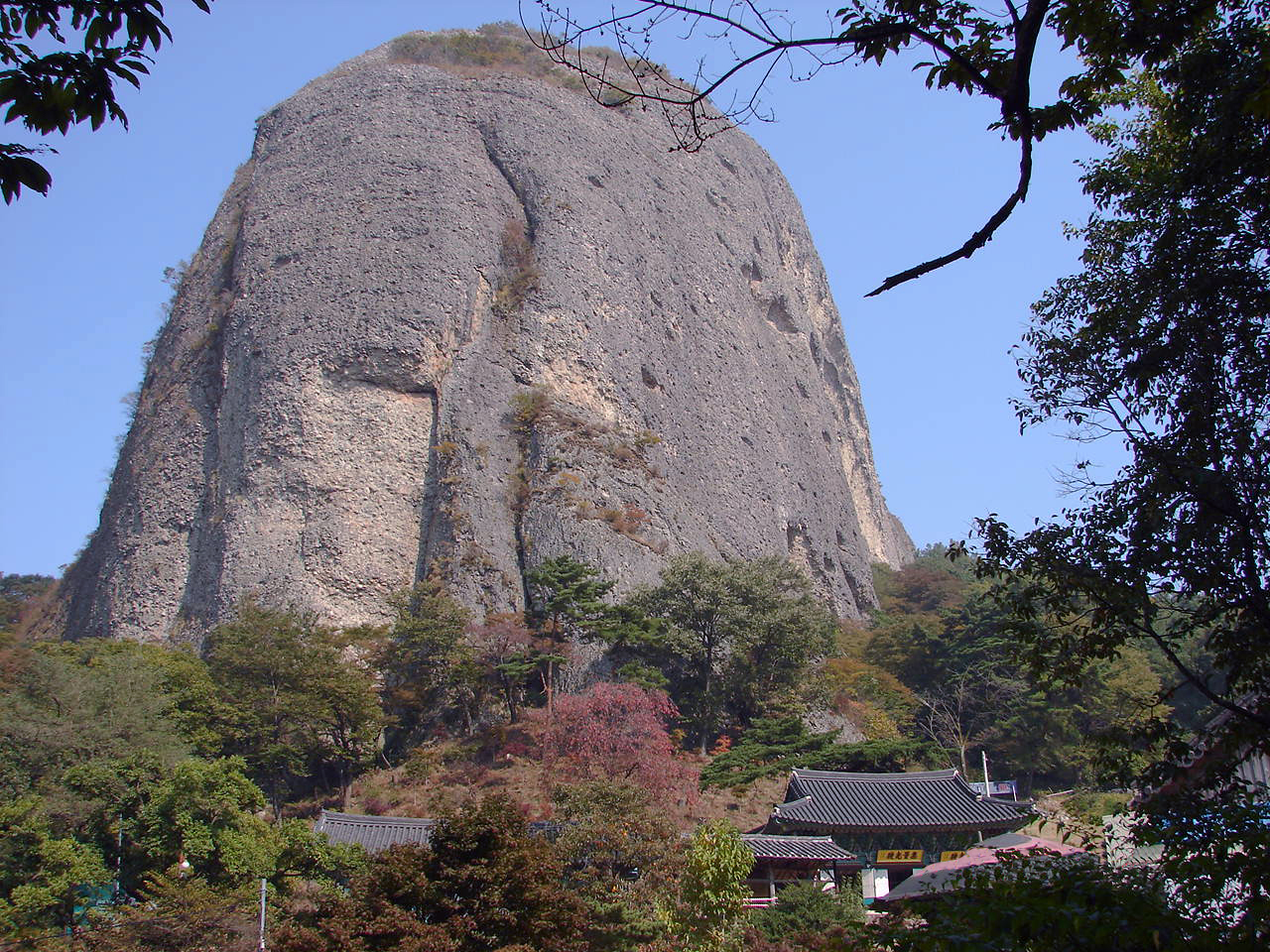
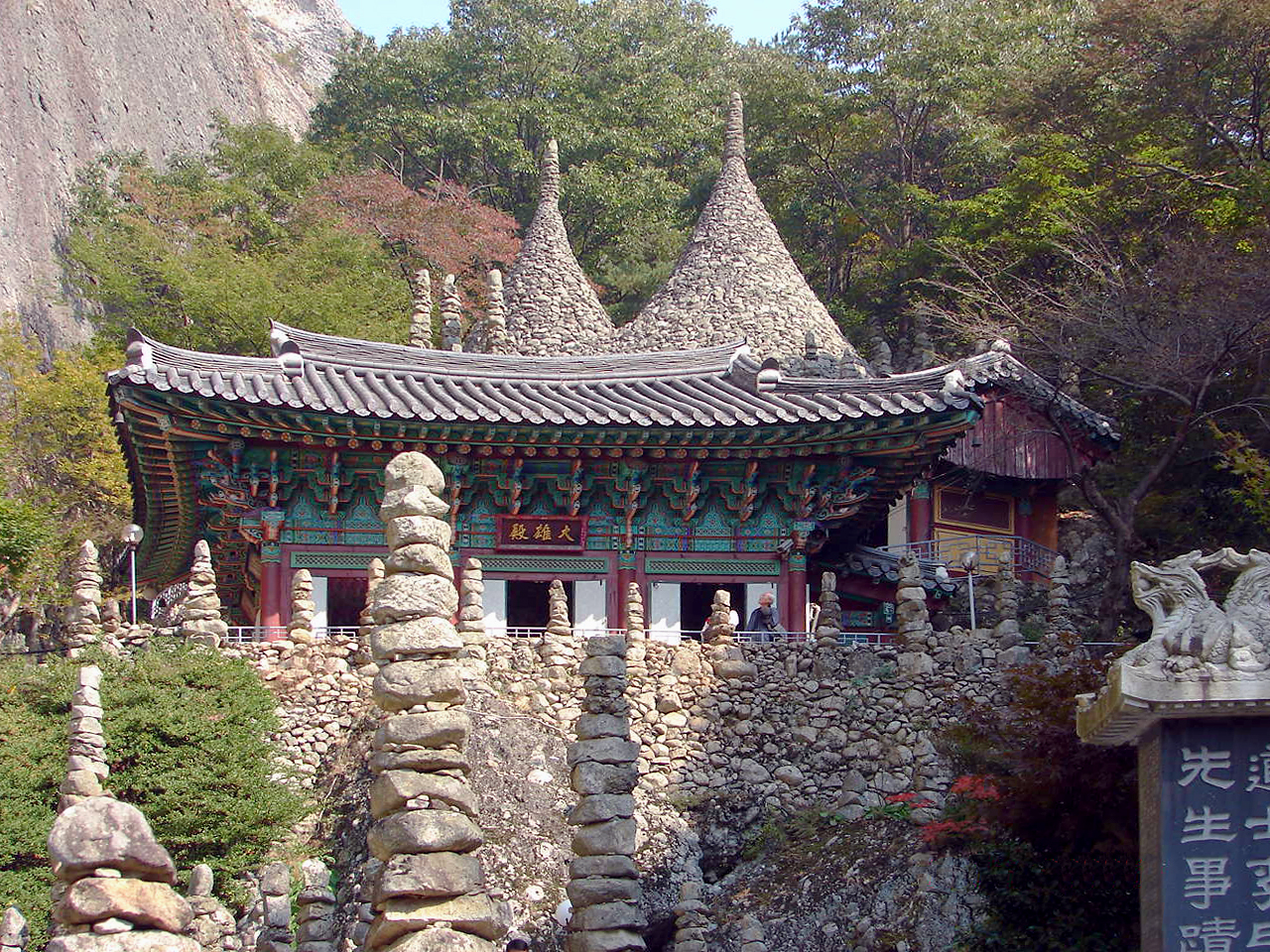
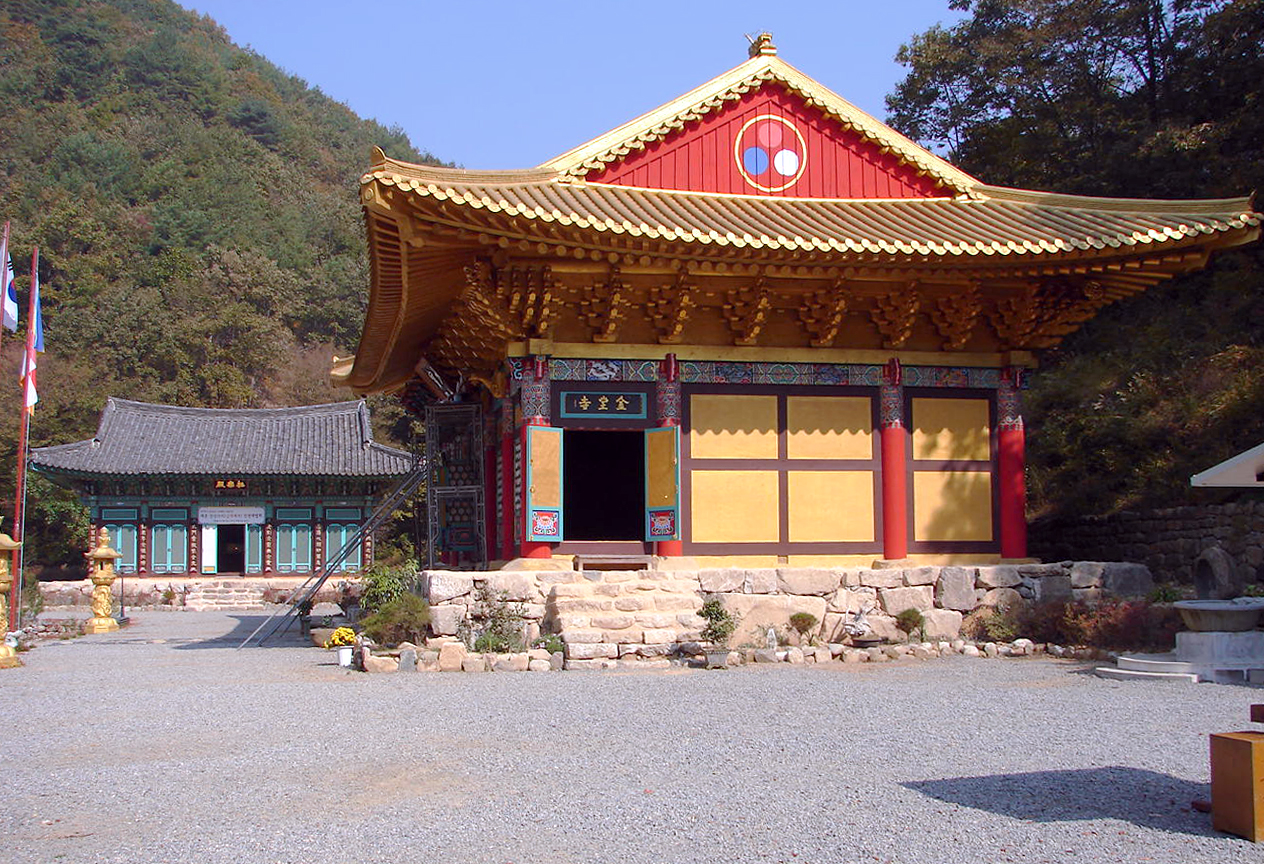